# 奥尔诺特
奥尔诺特，是匈牙利包尔绍德-奥包乌伊-曾普伦州所辖的一个村。总面积17.54平方公里，总人口2594，人口密度147.9人/平方公里（2011年1月1日）。